# Laurent Depoitre
Laurent Depoitre (Tournai, 1988. december 7. –) belga válogatott labdarúgó, aki jelenleg a KAA Gent játékosa.
2015. október 10-én debütált a belga labdarúgó-válogatottban az andorrai labdarúgó-válogatott elleni 2016-os labdarúgó-Európa-bajnokság selejtező mérkőzésén, csapata negyedik gólját szerezte a 4–1-re záruló találkozón.

## Statisztika
| Válogatott | Szezon   | Mérkőzés | Gól |
| ---------- | -------- | -------- | --- |
| Belgium    | 2015     | 1        | 1   |
| Belgium    | 2016     | 0        | 0   |
| Belgium    | 2017     | 0        | 0   |
| Összesen   | Összesen | 1        | 1   |

## Sikerei, díjai
- Eendracht Aalst
  - Belga harmadosztály: 2010–11

- KV Oostende
  - Belga másodosztály: 2012–13

- KAA Gent
  - Belga bajnok: 2014–15
  - Belga kupa: 2021–22
  - Belga szuperkupa: 2015